# Copa América de Fútbol de ConIFA
La Copa América de Fútbol de ConIFA es un torneo internacional de fútbol organizado por ConIFA, una asociación que agrupa a estados, minorías, pueblos apátridas y regiones no afiliadas a la FIFA, previsto a celebrarse cada dos años.
La primera edición se jugó en la ciudad de Linares, Chile del 17 al 19 de junio de 2022, teniendo a la selección de Maule Sur como primer campeón.

## Palmarés
| Año           | Sede  | Campeón   | Final Resultado | Subcampeón | Tercer lugar | Resultado                    | Cuarto lugar                 |
| ------------- | ----- | --------- | --------------- | ---------- | ------------ | ---------------------------- | ---------------------------- |
| 2022 Detalles | Chile | Maule Sur | Liga            | Mapuche    | Aimara       | Solo hubo tres participantes | Solo hubo tres participantes |

## Títulos por equipo
| Equipo    | Campeón  | Subcampeón | Tercer lugar | Cuarto lugar |
| --------- | -------- | ---------- | ------------ | ------------ |
| Maule Sur | 1 (2022) | 0          | 0            | 0            |
| Mapuche   | 0        | 1 (2022)   | 0            | 0            |
| Aimara    | 0        | 0          | 1 (2022)     | 0            |

## Desempeño
| Equipo    | 2022 (3) | Part. |
| --------- | -------- | ----- |
| Aimara    | 3º       | 1/1   |
| Mapuche   | 2º       | 1/1   |
| Maule Sur | 1º       | 1/1   |
| São Paulo | ×        | 0/1   |

### Simbología
| - 1.º – Campeón - 2.º – Finalista - 3.º – 3.º Lugar - 4.º – 4.º lugar - GS – Fase de grupos | - q – Clasificado - •• – Clasificó pero se retiró - • – No clasificó - × – No participó / se retiró / prohibido / participación no aceptada por ConIFA - – Anfitrión |